# Franz Zimmert
Franz Zimmert (* 18. August 1949) ist ein ehemaliger deutscher Fußballspieler. Er war Abwehrspieler.

## Karriere
Zimmerts Stammverein war der ASV Forth, ein Verein aus einem Ortsteil von Eckental. 1964 wechselte er in die Jugendabteilung des 1. FC Nürnberg.
In der Bundesliga-Saison 1968/69 bestritt Zimmert ein Spiel für den 1. FCN: Am 9. April 1969 spielte er bei der 2:4-Auswärtsniederlage beim Hamburger SV 90 Minuten. Am Saisonende wechselte er zur SpVgg Fürth in die Regionalliga Süd. In den folgenden drei Jahren kam er dort auf 84 Regionalligaspiele, in denen er 16 Tore erzielte.
Von 1972 bis 1978 spielte Zimmert beim 1. FC Herzogenaurach, wo er unter Hans Nowak später auch Co-Trainer war. Danach spielte er noch zwei Jahre bei der SpVgg Jahn Forchheim. Beim ASV Forth, seinem Stammverein, beendete er seine aktive Laufbahn und war bei diesem Verein anschließend Leiter der Fußballabteilung.